# Konwencja Madrycka
Konwencja Madrycka (właśc. Europejska Konwencja Ramowa o Współpracy Transgranicznej między Wspólnotami i Władzami Terytorialnymi) – traktat sporządzony przez Radę Europy w dniu 21 maja 1980 roku na konferencji w Madrycie i oznaczony numerem 106. Składa się z preambuły, 12 artykułów oraz załącznika, zawierającego wzory umów, statutów i porozumień, niezbędnych do ratyfikacji konwencji oraz będących podstawą współpracy transgranicznej.

## Główne założenia konwencji
Konwencja Madrycka określa, że państwa, które przystąpiły do jej ratyfikacji, powinny wspierać współpracę transgraniczną, przyczyniać się do postępu gospodarczego i społecznego regionów przygranicznych, a także umacniać poczucie wspólnoty państw Europy. Istotnym zapisem konwencji jest poszanowanie przepisów prawnych i konstytucyjnych każdego z krajów, które ratyfikowały konwencję. W praktyce oznacza to, że prawo wewnętrzne danego kraju ma pierwszeństwo w stosunku do umów, zawieranych z innymi krajami w zakresie współpracy transgranicznej. Jednocześnie konwencja nie unieważnia ani nie ogranicza innych form współpracy stron, toteż dowolne kraje mogą swobodnie realizować między sobą inne, odrębne umowy o współpracy transgranicznej. Każdy kraj może także zgłaszać propozycje uzupełnienia lub poszerzenia postanowień konwencji, jak też w dowolnym momencie ją wypowiedzieć.

## Państwa - strony konwencji
Do chwili obecnej konwencję ratyfikowało 38 spośród 47 krajów członkowskich Rady Europy. Andora, Estonia, Grecja, San Marino, Serbia, Macedonia oraz Wielka Brytania nie podpisały umowy, zaś Islandia i Malta – pomimo akcesji – do chwili obecnej nie ratyfikowały konwencji (stan na dzień 2 lutego 2015 roku).
| Państwo              | Data zatwierdzenia   | Data ratyfikacji     | Data wejścia w życie |
| -------------------- | -------------------- | -------------------- | -------------------- |
| Albania              | 7 maja 1999          | 7 listopada 2001     | 8 lutego 2002        |
| Armenia              | 3 kwietnia 2002      | 31 października 2003 | 1 lutego 2004        |
| Austria              | 21 maja 1980         | 18 października 1982 | 19 stycznia 1983     |
| Azerbejdżan          | 5 stycznia 2004      | 30 marca 2004        | 1 lipca 2004         |
| Belgia               | 24 września 1980     | 6 kwietnia 1987      | 7 lipca 1987         |
| Bośnia i Hercegowina | 30 kwietnia 2004     | 28 marca 2008        | 29 czerwca 2008      |
| Bułgaria             | 2 czerwca 1998       | 7 maja 1999          | 8 sierpnia 1999      |
| Chorwacja            | 7 maja 1999          | 17 września 2003     | 18 grudnia 2003      |
| Cypr                 | 8 września 2011      | 18 grudnia 2013 2001 | 19 marca 2014        |
| Czarnogóra           | 10 listopada 2009    | 8 grudnia 2010       | 9 marca 2011         |
| Czechy               | 24 czerwca 1998      | 20 grudnia 1999      | 21 marca 2000        |
| Dania                | 2 kwietnia 1981      | 2 kwietnia 1981      | 22 grudnia 1981      |
| Finlandia            | 11 września 1990     | 11 września 1990     | 12 grudnia 1990      |
| Francja              | 10 listopada 1982    | 14 lutego 1984       | 15 maja 1984         |
| Gruzja               | 25 października 2005 | 24 lipca 2006        | 25 października 2006 |
| Hiszpania            | 1 października 1986  | 24 sierpnia 1990     | 25 listopada 1990    |
| Holandia             | 21 maja 1980         | 26 października 1981 | 27 stycznia 1982     |
| Irlandia             | 21 maja 1980         | 3 listopada 1982     | 4 lutego 1983        |
| Liechtenstein        | 20 października 1983 | 26 stycznia 1984     | 27 kwietnia 1984     |
| Litwa                | 7 czerwca 1996       | 13 czerwca 1997      | 14 września 1997     |
| Luksemburg           | 21 maja 1980         | 30 marca 1983        | 1 lipca 1983         |
| Łotwa                | 28 maja 1998         | 1 grudnia 1998       | 2 marca 1999         |
| Mołdawia             | 4 maja 1998          | 30 listopada 1999    | 1 lutego 2000        |
| Monako               | 18 września 2007     | 18 września 2007     | 19 grudnia 2007      |
| Niemcy               | 21 maja 1980         | 21 września 1981     | 22 grudnia 1981      |
| Norwegia             | 21 maja 1980         | 12 sierpnia 1980     | 22 grudnia 1981      |
| Polska               | 19 stycznia 1993     | 19 stycznia 1993     | 19/20 czerwca 1993   |
| Portugalia           | 16 marca 1987        | 10 stycznia 1989     | 11 kwietnia 1989     |
| Rosja                | 3 listopada 1999     | 4 października 2002  | 5 stycznia 2003      |
| Rumunia              | 27 lutego 1996       | 16 lipca 2003        | 17 października 2003 |
| Słowacja             | 7 września 1998      | 1 lutego 2000        | 2 maja 2000          |
| Słowenia             | 28 stycznia 1998     | 17 lipca 2003        | 18 października 2003 |
| Szwajcaria           | 16 kwietnia 1981     | 3 marca 1982         | 4 czerwca 1982       |
| Szwecja              | 21 maja 1980         | 23 kwietnia 1981     | 22 grudnia 1981      |
| Turcja               | 4 lutego 1998        | 11 lipca 2001        | 12 października 2001 |
| Ukraina              |                      | 21 września 1993     | 22 grudnia 1993      |
| Węgry                | 6 kwietnia 1992      | 21 marca 1994        | 22 czerwca 1994      |
| Włochy               | 21 maja 1980         | 29 marca 1985        | 30 czerwca 1986      |

Władze Rzeczypospolitej Polskiej dokonały ratyfikacji konwencji 19 marca 1993 roku, jednakże istnieje rozbieżność w kwestii daty wejścia konwencji w życie. Według Oświadczenia Rządowego w Dzienniku Ustaw nr 61 poz. 288 nastąpiło to 19 czerwca, zaś według spisu, dostępnego na stronie internetowej Rady Europy - 20 czerwca 1993 roku.